# Narrenzunft
Als Narrenzunft bezeichnen sich die örtlichen Fastnachtsvereine der schwäbisch-alemannischen Fastnacht und auch manche des rheinischen Karnevals. Die Zünfte sind überwiegend in der Rechtsform eines eingetragenen Vereins (e. V.) organisiert.

## Zweck und Ausrichtung

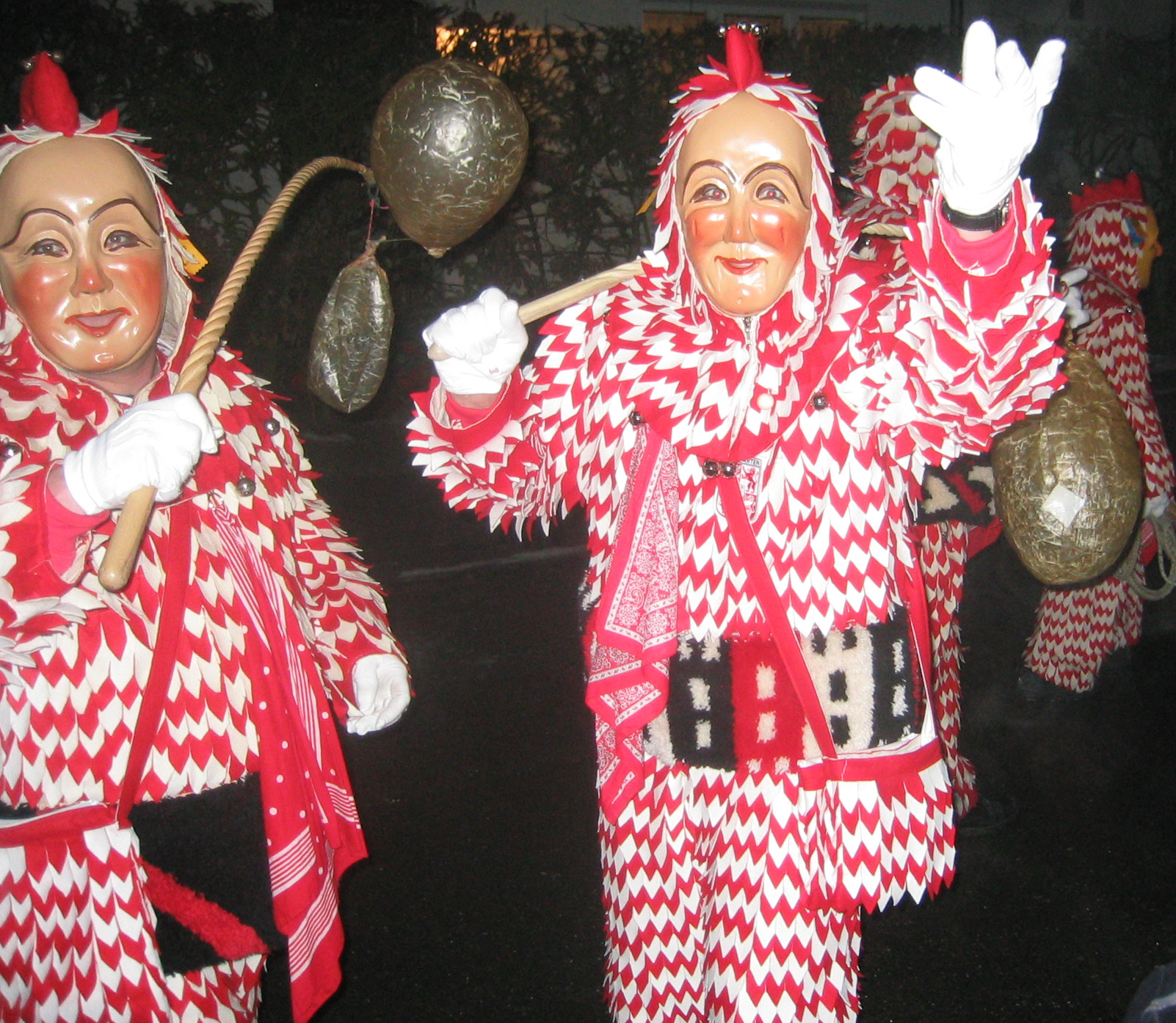
Plätzlerzunft Weingarten

Die Narrenzünfte pflegen die Fastnachtsbräuche ihres jeweiligen Heimatorts. Hierzu gehören die Ausrichtung der traditionellen Veranstaltungen wie das Narrenbaumsetzen zu Beginn der Fastnacht oder der häufig als Narrensprung bezeichnete Umzug. Jede Narrenzunft hat eine oder mehrere Gruppen (Figuren), die dasselbe als Narrenhäs bezeichnete Kostüm tragen. Die jeweiligen Figuren stehen häufig in Beziehung zu historischen Begebenheiten, Legenden oder Sagen aus dem Heimatort der Zunft. Neben den Gruppen gibt es in vielen Narrenzünften auch noch Einzelfiguren. Viele Narrenzünfte haben einen eigenen Narrenruf. Organisiert sind die Zünfte meist als gemeinnützige eingetragene Vereine. Der Vereinsvorstand wird meist als Zunftmeister bezeichnet.
Narrenzünfte wurden ab Anfang des 20. Jahrhunderts, vor allem aber ab den 20er Jahren gegründet. Der althergebrachte Name Narrenzunft sollte auch die Ausrichtung auf das alte Fastnachtsbrauchtum zum Ausdruck bringen und damit einen bewussten Gegensatz zu den rheinisch geprägten Narren- oder Karnevalsgesellschaften bilden. Mittlerweile gibt es schätzungsweise 1.700 Narrenzünfte oder -vereine im Gebiet der schwäbisch-alemannischen Fasnet, die sich durch Neugründungen zunehmend auch nach Norden in die evangelischen Gebiete Baden-Württembergs ausbreitet.

## Narrenvereinigungen
Die meisten Narrenzünfte gehören einer Narrenvereinigung an, deren Aufgabe zum Beispiel die Herausgabe und Fortentwicklung von Richtlinien zur Einhaltung der Fastnachtstraditionen, die Organisation regelmäßiger Narrentreffen und die Vertretung der Zünfte nach außen (Lobbyarbeit) ist. Die älteste derartige Vereinigung ist die 1924 gegründete
- Vereinigung Schwäbisch-Alemannischer Narrenzünfte (VSAN).

Weitere Narrenvereinigungen sind:
- Alb-Lauchert-Narrenring (ALN), gegründet 1983
- Alemannischer Narrenring (ANR), gegründet 1969
- Breisgauer Narrenzunft (BNZ), gegründet 1934 (Dachverband der Freiburger Narrenzünfte, seinerseits Mitglied im V.O.N.)
- Bund befreundeter Narrenzünfte (BBNZ), gegründet 1993
- Freie Narrenvereinigung Mittlerer Schwarzwald, gegründet 1994
- Freie Narrenvereinigung Waldgau, gegründet 1982
- Narren der Alb-Donau-Region (ADR), gegründet 1988
- Narrenbruderschaft Obere Donau, gegründet 1987
- Narrenfreunde Heuberg (NFH), gegründet 1979
- Narrenfreundschaft Südlicher Heuberg, gegründet 1999
- Narrenfreundschaftsring Schwarzwald-Baar-Heuberg (NFRSBH), gegründet 1966
- Narrenfreundschaftsring Zollern-Alb (NFRZA), gegründet 1978
- Narrenring Oberer Neckar (NON), gegründet 1969
- Narrenvereinigung Hegau-Bodensee (NVHB), gegründet 1959
- Narrenvereinigung Kleggau (NVK), gegründet 1978
- Närrischer Freundschaftsring Neckar-Gäu (NFRNG), gegründet 1968
- OHA-Narrenbruderschaft (OHA), gegründet 1956
- Ortenauer Narrenbund (ONB), gegründet 1981
- Regionalverband Bayerischer-Schwäbischer Fastnachtsvereine (BSF), gegründet 1980
- Schwarzwälder Narrenvereinigung (SNV), gegründet 1971
- Verband Alb-Bodensee-oberschwäbischer Narrenvereine (VAN), gegründet 1990
- Verband Oberrheinischer Narrenzünfte (V.O.N.), gegründet 1937
- Vereinigung Freier Oberschwäbischer Narrenzünfte (VFON), gegründet 1969
- Vereinigung Hochrheinischer Narrenzünfte (VHN), gegründet 1964

Von den hier genannten Narrenvereinigungen sind einzig der BSF und der ONB Mitglieder im Bund Deutscher Karneval.
Die aus der VSAN ausgetretenen Narrenzünfte aus den Fastnachtshochburgen Rottweil, Oberndorf, Elzach und Überlingen gehören keiner dieser Narrenvereinigungen an. Sie bilden untereinander den so genannten Viererbund ohne Organisationsstruktur und schriftliche Satzung. Die ebenfalls aus der VSAN ausgetretene Narrozunft Villingen gehört auch dem Viererbund nicht an.